# Эль-Гелем
Эль-Гелем (фр. Al Gelem) — деревня в Чаде, расположенная на территории региона Канем. Входит в состав департамента Канем.

## География
Деревня находится в западной части Чада, к северо-востоку от озера Чад, на высоте 303 метров над уровнем моря.
Эль-Гелем расположен на расстоянии приблизительно 185 километров к северо-востоку от столицы страны Нджамены. Ближайшие населённые пункты: Ам-Берен, Дулума, Дукоа, Лабде, Манаваки, Мондо, Абу-Магаль,.
Климат деревни характеризуется как аридный жаркий (BWh в классификации климатов Кёппена).

## Транспорт
Ближайший аэропорт расположен в городе Нгури.